# Arabis
Arabis és un gènere de plantes amb flor dins la família brassicàcia.
Malgrat que des d'antic està reconegut com un gran gènere amb plantes al Vell i Nou Món les avaluacions recents fent servir dades genètiques suggereixen que hi ha dos grups principals dins l'antic gènere Arabis. Aquests dos grups no estan estretament relacionats i, per tant, s'han format dos gèneres. Els del Vell Món romanen dins el gènere Arabis, mentre que els del Nou Món ara queden quasi tots dins Boechera, uns pocs romanen a Arabis.
Les espècies són herbàcies anuals o perennes fent de 10 a 80 cm d'alt, normalment molt piloses i amb quatre pètals. El fruit és una gran càpsula que conté de 10 a 20 o més llavors.
Als Països Catalans són autòctones les espècies següents:Arabis glabra, A. brassica, A. parvula, A. scabra, A. soyeri, A. ciliata, A. serpillifolia, A. collina, A. hirsuta, A. turrita, A. alpina, A. verna, A. auriculata i A. nova.
Algunes espècies, com A. alpina, es cultiven com a plantes ornamentals; d'altres són males herbes.

## Taxonomia
Les espècies d'aquest gènere són:
| - Arabis abietina Bornm. - Arabis aculeolata Greene - Arabis adpressipilis (M.Hopkins) Al-Shehbaz - Arabis alanyensis H.Duman - Arabis allionii DC. - Arabis alpina L. - Arabis amplexicaulis Edgew. - Arabis androsacea Fenzl - Arabis armena N.Busch - Arabis aubrietioides Boiss. - Arabis aucheri Boiss. - Arabis axilliflora (Jafri) H.Hara - Arabis beirana P.Silveira, J.Paiva & N.Marcos - Arabis bijuga Watt - Arabis blepharophylla Hook. & Arn. - Arabis brachycarpa Rupr. - Arabis bryoides Boiss. - Arabis caerulea All. - Arabis carduchorum Boiss. - Arabis caucasica Willd. - Paneret de plata - Arabis ciliata Clairv. - Arabis colchica Kolak. - Arabis collina Ten. - Arabis conringioides Ball - Arabis cretica Boiss. & Heldr. - Arabis crucisetosa Constance & Rollins - Arabis cypria Holmboe - Arabis davisii H.Duman & A.Duran - Arabis deflexa Boiss. - Arabis doberanica Parsa - Arabis dolichothrix (N.Busch) N.Busch - Arabis doumetii Coss. - Arabis drabiformis Boiss. - Arabis elgonensis Al-Shehbaz - Arabis engleriana Muschl. | - Arabis erecta Y.Y.Kim & C.G.Jang - Arabis erikii Mutlu - Arabis erubescens Ball - Arabis eschscholtziana Andrz. ex Ledeb. - Arabis farinacea Rupr. - Arabis flagellosa Miq. - Arabis flaviflora Bunge - Arabis furcata S.Watson - Arabis gegamica Mtshkvet. - Arabis georgiana R.M.Harper - Arabis hirsuta (L.) Scop. - Àrabis hirsuta - Arabis hornungiana Schur - Arabis huetii Trautv. - Arabis ionocalyx Boiss. & Heldr. - Arabis josiae Jahand. & Maire - Arabis juressi Rothm. - Arabis kashmiriaca Naqshi - Arabis kaynakiae Daskin - Arabis kazbegi Mtshkvet. - Arabis kennedyae Meilke - Arabis korolkowii Regel & Schmalh. - Arabis lycia Parolly & P.Hein - Arabis margaritae Talavera - Arabis mcdonaldiana Eastw. - Arabis modesta Rollins - Arabis mollis Steven - Arabis nepetifolia Boiss. - Arabis nordmanniana (Rupr.) Rupr. - Arabis nova Vill. - Arabis nuristanica Kitam. - Arabis nuttallii (Kuntze) B.L.Rob. - Arabis olympica Piper - Arabis oregana Rollins - Arabis ottonis-schulzii Bornm. & Gauba | - Arabis × palezieuxii Beauverd - Arabis paniculata Franch. - Arabis parvula Dufour ex DC. - Arabis patens Sull. - Arabis planisiliqua (Pers.) Rchb. - Arabis pleurantha Phil. - Arabis procurrens Waldst. & Kit. - Arabis pterosperma Edgew. - Arabis pubescens (Desf.) Poir. - Arabis pumila Jacq. - Arabis purpurea Sm. - Arabis pycnocarpa M.Hopkins - Arabis quinqueloba O.E.Schulz - Arabis recta Vill. - Arabis rimarum Rech.f. - Arabis rosea DC. - Arabis sagittata (Bertol.) DC. - Arabis scabra All. - Arabis scopoliana Boiss. - Arabis serpillifolia Vill. - Arabis serrata Franch. & Sav. - Arabis soyeri Reut. & A.L.P.Huet - Arabis stelleri DC. - Arabis stellulata Desv. & Berthel. - Arabis stenocarpa Boiss. & Reut. - Arabis steveniana Rupr. - Arabis subdecumbens Emb. & Maire - Arabis subflava B.M.G.Jones - Arabis tanakana Makino - Arabis tianschanica Pavlov - Arabis tunetana Murb. - Arabis verdieri Quézel - Arabis verna (L.) W.T.Aiton - Arabis watsonii (P.H.Davis) F.K.Mey. |